# 東京ディズニーランドの都市伝説の一覧
- 東京ディズニーリゾート > 東京ディズニーランド > 東京ディズニーランドの都市伝説の一覧
- 都市伝説 > 都市伝説一覧 > 東京ディズニーランドの都市伝説の一覧

東京ディズニーランドの都市伝説の一覧（とうきょうディズニーランドのとしでんせつのいちらん）では、一般に流布している東京ディズニーランド (TDL)に関連する都市伝説・噂で、市販の都市伝説研究本、噂本などに掲載されているものを例示する。
- 以下本文中、ディズニーパークの用語に従い、従業員を「キャスト」、入場客を「ゲスト」と表記する。

## 子供が臓器売買のために誘拐されそうになったが、トイレで発見され、表沙汰にならなかった
- 掲載書[1][2]

発見された場所は、トイレ以外にも入退園ゲートなどのバリエーションがある。発見されずに、多数の子供が園内で誘拐されている、などのバリエーションがある。
これ以前から「臓器移植目的(アドレノクロム)での児童誘拐」は都市伝説として存在している（犯罪に関する都市伝説を参照のこと）。アメリカ合衆国のディズニーランドなどで流布していた都市伝説がほぼそのままの形で移入されたもの。キャストがあるゲストへ告げた内容が歪曲して伝わったものと言われている。なお、不審者は入園から退園（舞浜駅の構内に入る）までセキュリティオフィサーの監視対象となる。

## カップルで行くと別れる
- 掲載書[4]

実際には、「カップルで行くと別れる」と評されるデートスポットは数多く、TDLもその一つに過ぎない。
この手の話は他の観光スポットでも聞かれるが、TDLの場合は「（慢性的に混雑しているため）アトラクションの待ち時間や食事のための行列で疲労感が増し、会話が続かなくなって気まずくなる」「パレードを見るか、アトラクションに乗るかで意見がまとまらず、喧嘩になる」「TDLにはゲスト・キャストともかわいい女の子が多いので、男の方が目移りしてしまう」といった理由づけがなされることがある。また、パーク内で夏の酷暑・冬の極寒により体調を崩すゲストもいる。
また「シンデレラ城を通り抜けると別れる」、逆に「イッツ・ア・スモールワールドで、一体だけある日本人形のくるくる回っているところでキスをすると、その二人の仲はずっと続く」「ホーンテッド・マンションでキスをすると二人の仲はずっと続く」といったアトラクション毎の都市伝説も複数知られている。

## カラスがいないのは、特殊電波を出して寄ってこないようにしているためである
- 掲載書[9]

カラスの部分が、蚊などになっているバリエーションもある。特殊電波の箇所には、音波、電磁波といったバリエーションがある。この都市伝説からの発展系として、「この特殊音波は成人にはあまり感じられないが、子供には聞き取れる。東京ディズニーランドで子供が通常以上にはしゃぐのは、特殊音波の副作用」というものがある。一部の音源には「蚊の嫌がる超音波」が録音されている。ただし、実際にその音域まできちんと再生されているかは不明。

## TDLの地下
- 掲載書[10][11]

TDLの地下にはジュースなどの物資を運ぶための地下通路が何本も走っている、TDLの地下には会員制の秘密クラブがあるという都市伝説。
会員制レストラン「クラブ33」、地下搬入路、アメリカ・ディズニーランドやマジック・キングダムに存在する巨大な地下管理施設群と混同されたものと思われる。
TDL地下の実際は、来場者用の出入り口が1つ（メインエントランス）なのを利用したパークの外周にある地上の業務用道路（バックステージエリア）と組み合わされ、周囲に業務用道路が接続できない島状の建物が多い区域を中心に地下に業務用通路が3本作られている。建設当初は、前出のディズニーパークのように管理施設群を地下に納める予定だったが、地理的条件（埋立地なので年月の経過と共に沈んでしまうことと、地震による液状化など）と、それに伴う高額な建設費用（主として地盤改善）の目処が立たず断念した。なお、ゲストは基本的に立ち入ることは出来ず（急病などの緊急事態を除く）、キャストの移動や商品・食材等の搬入・搬出、オンステージを通すと周囲がパニックになり、安全確保が難しいVIPやテレビクルーなどの移動に使われている。

## ホーンテッドマンションの男の子
- 掲載書[12][13]

TDLの幽霊屋敷を模したアトラクション「ホーンテッドマンション」に本物の幽霊が混じっているというもの。
この話は開園当初から知られており、「最後に出てくる幽霊は本物、いや赤い幽霊が本物、黒い髪の女がそうだ」といったバージョンがある。
またホーンテッドマンションの長く続く廊下や、本棚が並んでいる書斎にはピノキオの人形を持った男の子の霊が顔を覗かせるが営業時間後にしか現れないので従業員しか知らないというものもある。

## チップとデールのはち合わせ
- 掲載書[14]

チップとデールの姿をした着ぐるみが、同じくチップとデールの姿をした別の着ぐるみと出会ってしまい、計4人になってしまったというもの、また7人の小人が鉢合わせし14人になったというものもある。

## 脚註
1. ↑  宇佐和通『THE都市伝説』新紀元社、2004年、170-224頁。
2. ↑  松山ひろし 『3本足のリカちゃん人形―真夜中の都市伝説』 イースト・プレス、2003年、148-150頁。
3. ↑  警備担当キャスト。オリエンタルランドが直接採用しており警備員ではない。イクスピアリを除くペデストリアンデッキとボン・ヴォヤージュ及びウェルカムセンター内はセキュリティオフィサーの担当区域である。またイクスピアリなど、東京ディズニーリゾート内のディズニーパーク外に於いては同区域を担当する舞浜ビルメンテナンス所属のセキュリティキャスト（警備員）に監視が引き継がれる場合がある
4. ↑  岩倉千春・大島広志・高津美保子・常光徹・渡辺節子『幸福のEメール―日本の現代伝説』白水社、1999年、85-86頁。
5. ↑  岩倉千春・大島広志・高津美保子・常光徹・渡辺節子『幸福のEメール―日本の現代伝説』白水社、1999年、85頁。
6. 1 2  高津美保子編著『幸福のEメール―日本の現代伝説』白水社、1999年、86頁。
7. ↑  岩倉千春・大島広志・高津美保子・常光徹・渡辺節子『幸福のEメール―日本の現代伝説』白水社、1999年、86-87頁。
8. ↑  岩倉千春・大島広志・高津美保子・常光徹・渡辺節子『幸福のEメール―日本の現代伝説』白水社、1999年、87頁。
9. ↑  『ハローバイバイ・関暁夫の都市伝説 信じるか信じないかはあなた次第』 関暁夫 （竹書房、2006年11月）ISBN 978-4812429488
10. ↑  松山ひろし『3本足のリカちゃん人形―真夜中の都市伝説』イースト・プレス、2003年、146-147頁。
11. ↑  岩倉千春・大島広志・高津美保子・常光徹・渡辺節子『幸福のEメール―日本の現代伝説』白水社、1999年、159-160頁。
12. ↑  木原浩勝・岡島正晃・市ヶ谷ハジメ『都市の穴』双葉社〈双葉文庫〉、2003年、194頁。
13. ↑  岩倉千春・大島広志・高津美保子・常光徹・渡辺節子『幸福のEメール―日本の現代伝説』白水社、1999年、162頁。
14. ↑  岩倉千春・大島広志・高津美保子・常光徹・渡辺節子『幸福のEメール―日本の現代伝説』白水社、1999年、160-161頁。